# Скандал у Римі
Скандал у Римі (англ. Roman Scandals) — музична комедія 1933, поставлена режисером Френком Таттлом за участю популярного коміка Едді Кантора. Кантор брав участь у багатьох музичних комедій продюсера Семюела Голдвіна і «Скандал у Римі» був однією з найпопулярніших з них. Зроблена з урахуванням масової привабливості, комедія переважно погано і добре виглядає багато в чому завдяки чарівності Кантора. Декілька хитромудрих хореографічних танцювальних номерів (в постановці Басбі Берклі) вплетені в сюжет, пропонуючи перерви в стрімких витівках Едді Кантора. Будучи зробленим до введення Кодексу Хейса в 1934 фільм на ті часи здавався досить сміливим. Танцівниці ревю The Goldwyn Girls у деяких сценах знімалися повністю оголеними, прикриті лише білявими локонами. Тут також пародійно обігруються деякі сцени з фільмів «Бен Гур» (1925, реж. Фред Нібло) — гонки на колісницях, і Знак хреста (1932, реж. Сесіл Б. ДеМілль).

## Сюжет
Дія починає розвиватися на початку 1930-х років у містечку Західний Рим, штат Оклахома. Едді, який працює кур'єром, подобається, мабуть, усім городянам, окрім корумпованої влади та місцевого олігарха Купера, який уже збудував у містечку історичний музей, а тепер має намір будувати в'язницю. Едді розповідає людям, виселеним через будівництво в'язниці на задвірки у нетрі правду про міську корупцію і за це його поліція викидає з міста.
Після удару по голові Едді засинає і йому сниться, що він у Стародавньому Римі, де його як раба продають на невільничому ринку. Трибун, що купив Едді, Йозефус називає його Едіпом. Незабаром Едіп виявляє, що жорстокий імператор Валеріус є шахраєм та хабарником, аналогічним Куперу з його міста в Оклахомі, і він має намір це виправити. Едіп був призначений дегустатором при Валеріусі, що було небезпечним, оскільки дружина імператора Агріппа постійно намагається отруїти свого чоловіка. Агріппа викликає Едіпа до себе і намагається вмовити його отруїти імператора. Йозефус потрапляє в немилість і імператор виганяє його. Йозефус просить Едіпа попередити його кохану, принцесу Сільвію, про те, що він чекатиме на неї з колісницею, щоб разом помчатися в далеку Остію. Благонамірне втручання Едіпа приводить його в камеру тортур, але він збігає і мчить на колісниці слідом за закоханими, що втекли, щоб запобігти вбивству Йозефуса в Остії.
Після драматичних гонок на колісницях, Едді прокидається, щоб знову опинитися в Західному Римі, штат Оклахома, США, де він швидко зриває плани сучасним деспотам і приносить щасливий кінець усім своїм друзям.

## У ролях
- Едді Кантор — Еді / Едіп
- Рут Еттінг — Ольга
- Глорія Стюарт — принцеса Сільвія.
- Едвард Арнольд — імператор Валерій
- Девід Маннерс — Йозефус
- Веррі Тісдейл — імператриця Агріпу
- Алан Маубрей — мажордом
- Джек Рутерфорд — Маніус
- Вільям Робертсон — Уоррен Фінлей Купер
- Люсіль Болл — мешканка нетрів / рабиня
- Джейн Дарвелл — римська банщиця.
- Полетт Годдарр — мешканка нетрів / рабиня
- Барбара Пеппер — мешканка нетрів / рабиня